# バルバロッサ (ボードゲーム)
『バルバロッサ（ドイツ語: Barbarossa und die Rätselmeister）』は1988年に発売されたユーロゲーム。デザイナーはクラウス・トイバー。1988年にゴールデン・ペッペル賞、1998年にドイツ年間ゲーム大賞を受賞している。
決めた題材に沿って、各プレイヤーはそれぞれが異なる「何か」を粘土で2作品を作る。3人プレイの場合は3作品を作る。プレイヤーは他プレイヤーに質問をして、その作品が何を表現しているのかを当てていく。作ったものが何であるか他のプレイヤー全員に当てられた場合にはプレイヤーは得点できない。また、他のプレイヤー全員が当てられなかった場合にも得点できない。そのため、一部のプレイヤーには判るが、それ以外のプレイヤーには判らないように作ることがゲームのキモとなってくる。